# Encarsia albiscutellum
Encarsia albiscutellum är en stekelart som först beskrevs av Girault 1913.  Encarsia albiscutellum ingår i släktet Encarsia och familjen växtlussteklar. Inga underarter finns listade i Catalogue of Life.